# Diocèse de Granada
Ne doit pas être confondu avec Archidiocèse de Grenade ou Diocèse de Granada en Colombie.
Le diocèse de Granada (en latin : Dioecesis Granadensis ; en espagnol : Diócesis de Granada) est un diocèse de l'Église catholique du Nicaragua, suffragant de l'archidiocèse de Managua.

## Territoire
Le diocèse comprend trois départements : Boaco,  Granada et Rivas. La superficie de son territoire est de 7 453 km2 divisé en 61 paroisses. Le siège épiscopal est à Granada où se trouve la cathédrale de Notre-Dame de l'Assomption.
Le sanctuaire de Jésus de la Délivrance de Rivas conserve une statue du Christ représenté sous la forme de l'Ecce homo qui est l'objet de pèlerinage. La conférence épiscopale du Nicaragua lui confère le titre de sanctuaire national en 2013.

## Histoire
Le diocèse est érigé le 2 décembre 1913 par la bulle pontificale Quum iuxta apostolicum effatum du pape Pie X  en prenant sur le territoire du diocèse de León en Nicaragua.
Le 21 juillet 1962, il cède une portion de son territoire pour l'érection de la prélature territoriale de Juigalpa (aujourd'hui diocèse de Juigalpa).

## Évêques
- José Candido Piñol y Batres (1913-1915)
- Canuto José Reyes y Balladares (1915-1951)
- Marco Antonio García y Suárez (1953-1972)
- Leovigildo López Fitoria, C.M (1972-2003)
- Bernardo Hombach Lütkermeier (2003-2010)
- Jorge Solórzano Pérez (2010- )